# 錫帕卡特-納蘭霍國家公園
13°55′12″N 91°05′11″W / 13.92000°N 91.08639°W
錫帕卡特-納蘭霍國家公園是危地馬拉的國家公園，位於該國南部埃斯昆特拉省，成立於1969年，面積20平方公里，有鷺、鸕鶿、鵜鶘、䴉、鴴、鷗等野生動物棲息。